# 2023 en Suisse
Chronologie de la Suisse
- 2019
- 2020
- 2021
- 2022
- 2023
- 2024
- 2025
- 2026
- 2027

2021 en Europe - 2022 en Europe - 2023 en Europe - 2024 en Europe - 2025 en Europe

## Gouvernement au 1erjanvier 2023
- Conseil fédéral[1] :
  - Alain Berset (PS/FR)
  - Viola Amherd (LC/VS)
  - Karin Keller-Sutter (PLR/SG)
  - Guy Parmelin (UDC/VD)
  - Ignazio Cassis (PLR/TI)
  - Albert Rösti (UDC/BE)
  - Élisabeth Baume-Schneider (PS/JU)

## Faits marquants

### Janvier
- 16 au 20 janvier : Forum économique mondial à Davos.

### Février
- 12 février : élections cantonales dans les cantons de Bâle-Campagne et de Zurich.

### Mars
- 12 mars : élections cantonales en Appenzell Rhodes-Intérieures.
- 19 mars : la banque UBS annonce l'acquisition de Credit Suisse qui risquait la faillite[2].

### Avril
- 2 avril : élections cantonales genevoises, lucernoises et tessinoises.

### Juin
- 18 juin : votation fédérale sur trois objets.

### Octobre
- 22 octobre : élections fédérales.

### Novembre
- 12 et 19 novembre : élections fédérales (2d tour).

### Décembre
- 13 décembre  : Viola Amherd est élue présidente de la Confédération suisse.

## Décès
- 8 janvier  : Thérèse Rovelli, écrivaine et éditrice franco-suisse
- 9 janvier : Karl Alexander Müller, physicien
- 14 janvier : Hermann Alexander Schlögl, acteur et égyptologue allemand mort en Suisse
- 15 janvier : Hans Rudolf Fuhrer, historien militaire et officier
- 16 janvier : Mousse Boulanger, journaliste, productrice à la radio, comédienne, animatrice de spectacles poétiques, écrivaine et poète
- 20 janvier : Aimée Moreau, artiste-peintre français mort en Suisse
- 25 janvier : Beate Schnitter, architecte
- 26 janvier : Jean-Luc Perret, herpétologue
- 15 février : Gilbert Rist, sociologue
- 21 février : Daniel Bourquin, saxophoniste
- 23 février : François Couchepin, homme politique
- 7 avril : Elisabeth Kopp, personnalité politique
- 11 avril : Ariane Laroux, peintre, dessinatrice et graveur franco-suisse
- 24 avril : Eliana Burki, musicienne
- 17 mai : James Hartle,  physicien américain mort en Suisse
- 20 mai : Valentin Petit, réalisateur de fiction cinematographiques et de vidéoclips musicaux français mort en suisse
- 24 mai : Tina Turner, chanteuse, auteure et actrice américano-suisse, morte en Suisse
- 4 juin : Ruth Schweikert, romancière
- 6 juin : Pierre Henrici, évêque
- 7 juin : Tony Murray, milliardaire franco-britannique mort en Suisse
- 16 juin : Gino Mäder, coureur cycliste
- 19 juin : Pierre Aubert, personnalité politique
- 12 juillet  : Alexis Golovine, pianiste classique russe mort en Suisse
- 2 août : Laurence Deonna, reporter, écrivaine et photographe
- 4 août : Andreas Däscher, sauteur à ski
- 9 août : Dionys Baeriswyl, physicien
- 14 août : Louis Mexandeau, homme politique français mort en Suisse
- 24 août : Claude Picasso, homme d'affaires, réalisateur et photographe franco-espagnol mort en Suisse
- 30 septembre : Yvette Vaucher, alpiniste et parachutiste
- 3 novembre : Oleg Protopopov, patineur artistique soviétique mort en Suisse
- 5 novembre : Marjolijn Greeve, cavalière néerlandaise
- 15 novembre : Anna Felder, écrivaine
- 21 novembre : Georges Perroud, footballeur
- 22 novembre  : François Musy, ingénieur du son franco-suisse
- 3 décembre : Léonard Gianadda, journaliste, ingénieur, promoteur immobilier et mécène
- 17 décembre : Christian Grobet, personnalité politique
- 22 décembre : Michel Moret, éditeur, libraire et écrivain
- 28 décembre : Dick Marty, homme politique